# NGC 1741A
NGC 1741A هي اصطدام مجري تتبع كوكبة النهر. اكتشفها إدوارد ستيفان في 6 يناير 1878.

## روابط خارجية
- NGC 1741A على موقع ويكي سكاي: DSS2, SDSS, GALEX, IRAS, Hydrogen α, X-Ray, Astrophoto, Sky Map, Articles and images